# بهاره هدایت
بهاره هدایت (زاده ۱۶ فروردین ۱۳۶۰) کنشگر و زندانی سیاسی ایرانی است. او دو دوره عضو شورای مرکزی دفتر تحکیم وحدت از سال ۱۳۸۵ تا سال ۱۳۸۹ بود. بهاره هدایت از فعالان کمپین یک میلیون امضا برای تغییر قوانین زن‌ستیز است و چندین‌بار بازداشت و زندانی شده است.
وی در جریان خیزش ۱۴۰۱ ایران بدون تفهیم اتهام در ۱۱ مهر ۱۴۰۱ توسط نیروهای امنیتی در تهران بازداشت و به زندان اوین برده شد.

## زندگی
بهاره هدایت ۱۶ فروردین ۱۳۶۰ در تهران زاده شد. او در سال ۱۳۸۰ وارد دانشکده امور اقتصاد شد. هدایت در سال ۱۳۸۴ کمیسیون زنان دفتر تحکیم وحدت دانشجویان را راه اندازی کرد و نخستین دبیر این کمیسون بود. او بعدها سخنگوی این کمیسیون هم شد. بهاره هدایت در دوران فعالیت‌های دانشجویی، به سازماندهی تظاهرات و اعتراضات، شرکت در کنفرانس‌های دانشجویی در سراسر جهان، سخنرانی و مبارزات سیاسی مشغول بود. او پس از چندین بازداشت تا سال ۱۳۸۷ در ماجرای اعتراضات به انتخابات سال ۱۳۸۸ توسط نیروهای امنیتی جمهوری اسلامی ایران تحت نظر بود با این وجود توانست ارتباطی با نشست‌هایی که در اروپا در آبان و آذر ۱۳۸۸ برگزار می‌شد برقرار کند.
هدایت در سال ۱۳۸۷ ازدواج کرد.

## بازداشت و محکومیت‌ها

### بازداشت در سال ۱۳۸۵
بهاره در روز جهانی زن سال ۱۳۸۵ در سازمان دهی اعتراضات به قوانین تبعیض‌آمیز علیه زنان مشارکت داشت و کمپین یک میلیون امضا را پدیدآورد. در ادامه این اعتراضات، در ۲۲ خرداد ۱۳۸۵ تجمعی در میدان هفت تیر تهران شکل گرفت که با برخورد نیروی انتظامی با این تجمع، وی به همراه جمعی دیگر از معترضان بازداشت شد. او در دادگاه به اتهام برگزاری تجمع غیرقانونی محکوم به تحمل ۲ سال زندان شد. بعدها این حکم به مدت ۵ سال تعلیق شد.

### بازداشت در سال ۱۳۸۶
بهاره هدایت در ۱۸ تیر ۱۳۸۶ پس از سازمان‌دهی اعتصاب در مقابل دانشگاه امیرکبیر در اعتراض به بازداشت و شکنجه دانشجویان، همراه با ۶ تن دیگر از اعضای شورای مرکزی دفتر تحکیم وحدت دوباره بازداشت شد. گفته شده است که او یک ماه را در زندان انفرادی گذرانده و با قرار وثیقه آزاد شده است.

### بازداشت در سال ۱۳۸۷
هدایت در ۲۲ تیر ۱۳۸۷ باز هم بازداشت شد. این بار او به دلیل شرکت در تجمع مسالمت‌آمیز خانواده‌های زندانیان سیاسی در مقابل زندان اوین بازداشت شد. در این بازداشت، او به عضویت در سازمان‌های برهم زننده امنیت متهم شد.

### بازداشت در سال ۱۳۸۸
بهاره هدایت در سال ۱۳۸۸ و پی اعتراضات به انتخابات سال ۱۳۸۸ به همراه دیگر رهبران دفتر تحکیم وحدت دستگیر شد. اتهامات وی فعالیت تبلیغی علیه نظام، مصاحبه با رسانه‌های بیگانه، توهین به رهبر، توهین به رئیس‌جمهور، اخلال در نظم عمومی از طریق شرکت در تجمعات غیرقانونی، ورود غیرقانونی و تخریب در دانشگاه امیرکبیر هنگام ورود مهدی کروبی به این دانشگاه از سوی قاضی مقیسه عنوان شد. بهاره هدایت پس از بازداشت در سال ۱۳۸۸ مورد توجه رسانه‌ها قرار گرفت و در فروردین ۱۳۹۰ جنبش تولدت مبارک در پشتیبانی از او به راه افتاد.
وی در کل به ۷ سال و نیم زندان بابت این اتهامات محکوم شد. همچنین حکم دو سال حبس تعلیقی بهاره هدایت به اتهام اقدام علیه امنیت از طریق برگزاری تجمع ۲۲ خرداد ۱۳۸۵ نیز به اجرا درآمده و به این حکم اضافه شد. این حکم در دادگاه تجدیدنظر شعبه ۵۴ دادگاه انقلاب در تیر ۱۳۸۹ به تأیید رسید. در مجموع، دادگاه تجدیدنظر حکم قطعی وی را ۹ سال و نیم زندان اعلام کرد. بعدها به واسطه نامه‌های اعتراضی او در زندان، دادگاهی دیگر شش ماه زندان دیگر به محکومیت او با عنوان تبلیغ علیه نظام افزود.
بهاره هدایت پس از روز دادگاه به همراه زندانیان سیاسی دیگر نظیر مهدیه گلرو، میلاد اسدی و مجید توکلی به بند قرنطینه متادون که به مجرمان معتاد و جهت ترک آنان اختصاص دارد انتقال یافته و امکان هر گونه تماس و ارتباط با دنیای خارج از آن‌ها سلب شد. بهاره هدایت به همراه مهدیه گلرو در اعتراض به محرومیت از ملاقات و این حکم، اعتصاب غذا کردند. بهاره هدایت هچنین به مناسبت ۱۶ آذر ۱۳۸۹ پیامی خطاب به دانشجویان ایران از زندان اوین صادر کرد که در پی آن همه ملاقات‌های هفتگی و کابینی وی قطع و پرونده قضایی تازه‌ای در شعبه ۲۸ تشکیل شد. در طی دوران زندان، بهاره هدایت علی‌رغم ابتلا به بیماری سنگ کیسه صفرا اجازه مرخصی نیافت. در سال‌های ۱۳۹۰، ۱۳۹۱ و ۱۳۹۲ مرخصی‌هایی برای خروج از زندان به او داده شد.
حکم آزادی بهاره هدایت عصر روز یکشنبه ۱۴ شهریور ۱۳۹۵ از سوی قوه قضائیه به سازمان زندان‌ها ابلاغ شد. وی پس از حدود هفت سال در ۱۵ شهریور ۱۳۹۵ آزاد شد. امین احمدیان، همسر بهاره هدایت، در اینستاگرام خود خبر آزادی قطعی بهاره هدایت را اطلاع داده و نوشت که پس از هفت سال انتظار، بهار آمد.

### بازداشت در سال ۱۳۹۸
در ۲۱ بهمن ۱۳۹۸ در جریان اعتراضات ۱۳۹۸ دانشجویان بهاره هدایت بازداشت شد. به گفته وبگاه زیتون افراد لباس شخصی در برابر حراست دانشگاه تهران قصد بازداشت او را داشتند که بهاره از آنها درخواست ارائه برگه کتبی بازداشت را می‌کند. اما لباس شخصی‌ها با زدن ضربه به پهلو و کشیدن مو او را با زور به داخل خودرو انداختند. در خودرو هم که دوباره درخواست برگه بازداشت را می‌کند دوباره مورد ضرب و شتم قرار گرفته و به بازداشتگاه وزرا منتقل می‌کنند. بهاره هدایت از زمان بازداشت دست به اعتصاب غذا می‌زند. وی یکشنبه ۲۷ بهمن ۱۳۹۸ از بازداشتگاه وزرا به زندان قرچک ورامین منتقل شد. او بعداً تا ابلاغ حکم دادگاه، با قرار وثیقه آزاد شد.
بهاره هدایت در ۴ مرداد ۱۳۹۹ به اتهام اعتراض به شلیک موشک به هواپیمای مسافری و حضور در تجمع دانشگاه پلی‌تکنیک تهران بازداشت و به ۴ سال و ۸ ماه زندان محکوم شد که ۴ سال آن لازم الاجرا است. او همچنین توسط دادگاه به ۲ سال ممنوعیت از عضویت در گروه‌های سیاسی و سه سال خدمت در آسایشگاه سالمندان محکوم شد. دوران محکومیت او از ۲۶ شهریور ۱۳۹۹ آغاز شد.

### بازداشت در سال ۱۴۰۱
بهاره هدایت در جریان خیزش ۱۴۰۱ ایران هدایت در دوشنبه ۱۱ مهر ۱۴۰۱ توسط نیروهای امنیتی در تهران بازداشت شد. زهرا مینویی وکیل بهاره هدایت در صفحه توئیتر خود از شیوهٔ بازداشت او ابزار نگرانی کرد و آن را نقض صریح قوانین در هنگام بازداشت خواند: موکلم بهاره هدایت صبح دوشنبه توسط مأموران امنیتی بازداشت شده است. ایشان هنگام بازداشت در منزل یکی از دوستانشان بوده‌اند که مأموران با شکستن در وارد منزل شده و وی را بازداشت کرده‌اند. حکم جلب در هنگام دستگیری به موکل ارائه نشده و به حکمی کلی و بدون ذکر نام مشخص اشاره شده است. هدایت در تماسی تلفنی به خانواده خود اطلاع داد که در بازداشتگاه وزارت اطلاعات، بند ۲۰۹ اوین است و از دلیل بازداشت و اتهامات خود اطلاعی ندارد. در طی هشت روز بازداشت، تنها یک‌بار به او اجازهٔ تماس تلفنی داده شد.
هدایت که پیش از این مدت ۷ سال را در زندان گذرانده بود برای تحمل ۴ سال حکم زندان به دلیل اعتراض به انهدام هواپیمای اوکراینی توسط سپاه پاسداران در زندان اوین زندانی شد.
بهاره هدایت در ۲۲ آذر ۱۴۰۱ با انتشار نامه‌ای مفصل از درون زندان اوین ضمن برشمردن جدایی مسیر جنبش اعتراضی ۱۴۰۱ از جریان اصلاح‌طلبان گفت: «استدلال کردن در این رابطه که جمهوری اسلامی دشمن این ملک و ملت است، مدتهاست که تبدیل به کار زائدی شده؛ این حکومت سرشت و سرنوشتش تباهی است و باید برود. از بین بردن این حکومت جنایتکار حتماً پرهزینه و پرمخاطره خواهد بود، اما از پرداخت این هزینه‌ها و مواجهه با مخاطراتش گریزی نیست». وی همچنین به بازخوانی انتقادی تجربهٔ سیاسی‌اش در جنبش اصلاحات و جنبش سبز پرداخته و با مرور کارنامهٔ نسل جوان کنشگر در سال‌های اصلاحات گفت: «ما دهه‌شصتی‌ها، آخرین به آزمون گذارندگانِ امکان تغییر مسالمت‌آمیز از راه اصلاحات بودیم. هیچ ناظر منصفی نمی‌تواند این ملت را به ناشکیبایی و تمایل به خشونت متهم کند، چرا که خرد جمعی ایرانیان طی دهه‌های گذشته بارها تمام منافذ احتمالی را برای تغییر مسالمت‌آمیز وضعیت آزمود، ولی همواره و همیشه با در بستهٔ قدرتِ تمامیت‌خواه حاکم روبرو شد».
در ۱۷ اردیبهشت ۱۴۰۲ کمیته پیگیری بازداشت شدگان اعلام کرد که بهاره هدایت از سه هفته پیش ممنوع‌الملاقات شده است.

## جوایز
بهاره هدایت در اسفند ۱۳۹۰ برنده جایزه ادلستام ۲۰۱۲ سوئد شد. بنیاد هارالد ادلستام در بیانیه‌ای اعلام کرد که به دلیل شجاعت فوق‌العاده و تعهد فعالانه به عدالت در برابر نقض حقوق بشر در ایران این جایزه را به بهاره هدایت اعطا کرد. بهاره هدایت در سال ۲۰۱۰ توسط اتحادیه دانشجویان اروپا نامزد دریافت جایزه صلح دانشجویی شد.
بنیاد ادلستام پس از اعطای جایزه‌ای به هدایت، در بیانیه‌ای گفته است: «علی‌رغم هشدارها و تهدیدهای نیروهای اطلاعاتی و امنیتی بارها زندگی خود و آزادی‌اش را برای دفاع از حقوق بشر به خطر انداخته است». بنیاد هارالد ادلستام همچنین تأکید کرد که بهاره هدایت را یک زندانی عقیدتی می‌داند و از مقامات جمهوری اسلامی درخواست آزادی وی را دارد.

## ابتلا به سرطان
هدایت در ۲۵ اسفند ۱۴۰۲ اعلام کرد که به بیماری سرطان رحم مبتلا شده است.